# Ситниковське сільське поселення (Омутинський район)
Си́тниковське сільське поселення (рос. Ситниковское сельское поселение) — муніципальне утворення у складі Омутинського району Тюменської області, Росія.
Адміністративний центр — село Ситниково.

## Населення
Населення — 2002 особи (2020; 2083 у 2018, 2287 у 2010, 2384 у 2002).

## Склад
До складу поселення входять такі населені пункти:
| Населений пункт      | Населення, осіб (2002) | Населення, осіб (2010) |
| -------------------- | ---------------------- | ---------------------- |
| Дмитрієвка, присілок | 103                    | 80                     |
| Медвежка, присілок   | 31                     | 28                     |
| Піньгіна, присілок   | 80                     | 72                     |
| Савинова, присілок   | 89                     | 72                     |
| Ситниково, село      | 2043                   | 2003                   |
| Солоновка, присілок  | 38                     | 32                     |